# Marlia
Marlia è una frazione del comune italiano di Capannori, nella provincia di Lucca, in Toscana.

## Geografia fisica
Situata ai piedi delle Pizzorne, al confine con Matraia e Lammari, Marlia si estende all'interno del comune di Capannori, in mezzo ai torrenti Fraga e Caprio.

### I torrenti Fraga e Caprio
Il torrente Fraga nasce a un'altitudine di circa 900 metri di altezza sul livello del mare. Lungo il suo percorso di circa 9 chilometri, il torrente attraversa varie località tra cui Matraia, Ciciana e San Pancrazio.
Da qui, fino alla foce del Serchio in cui si immette, il suo percorso diventa rettilineo, grazie alle numerose opere di canalizzazione. Lungo le sponde del fiume sono presenti numerosi lavatoi. In tempi più antichi, la gestione del torrente fu oggetto di dispute tra le famiglie aristocratiche lucchesi che avevano proprietà sparse lungo i territori bagnati dal fiume. Nel 1609 la famiglia Guinigi fu accusata di dirottamento del torrente creando malcontento tra la comunità. Con il decreto del 21 novembre 1818, Maria Luisa di Borbone decise che le acque del torrente Fraga venissero usate esclusivamente dalla Villa Reale, a scopi ornamentali. Agli inizi del XIX secolo venne creta un'importante opera di canalizzazione chiamata "Gora della Villa Reale di Marlia", un acquedotto in pietra costituito da cinque archi situato in località "Botteghino" a Ciciana. Il torrente Fraga oggi è posto in manutenzione del Consorzio di Bonifica Auser-Bientina.
Il rio Caprio nasce dai Monti delle Pizzorne e attraversa diverse frazioni del comune di Capannori.
Lungo le sue sponde si possono vedere, ormai in uno stato di totale abbandono, opifici idraulici; sono ancora presenti elementi antichi usati per le varie attività, tra cui i macchinari per molitura e frangitura e vasche che fungevano da lavatoi per le olive.
Nel 1721 fu creato un ente preposto al controllo dei fiumi, denominato "Offizio sopra le Acque e Strade delle Sei Miglia" che aveva il compito di provvedere alla manutenzione degli argini dei fiumi, alla pulizia e alla riscossione delle tasse. A partire dal 1801, con la reggenza dei Borboni, viene istituito un altro ente, chiamato "Comitato sulle Acque e Strade" stavolta gestito da tre ingegneri, tra i quali anche Lorenzo Nottolini.

## Storia
La scoperta di una necropoli ligure dimostra la presenza di un insediamento ligure del III-II secolo a.C., probabilmente come villaggio di pescatori e coloni. 
Gli scavi archeologici condotti dall'Ispettore della Sovraintendenza alle Antichità, Giorgio Monaco, a partire dal 1969 in località “Ponticello” presso le Cartiere del Serchio hanno infatti riportato alla luce quattro anfore, ciascuna disposta verticalmente e con la bocca verso il basso. La presenza di numerosi oggetti da sepoltura mostra che si trattava di un corredo funebre risalente al III-II secolo a.C.
In seguito ad altri scavi presso le "Officine Toschi" furono ritrovate altre anfore. A causa del numero più ridotto degli oggetti sepolcrali e della presenza di un'anfora romana classica, la quale fungeva unicamente da contenitore delle ceneri del defunto, questi ritrovamenti sono attribuiti al periodo augusteo.
In un documento dell'archivio arcivescovile di Lucca risalente all'anno 853, Marlia era conosciuta come Marila, dall'882 come Marilla e dal 1100 ha assunto definitivamente il nome di "Marlia".
Nel 1308 il Comune di Lucca, con lo Statuto Lucchese, per amministrare le nuove terre della Piana di Lucca istituì dei Sobborghi, all'interno dei quali si trovava il Distretto delle Sei Miglia in cui è presente anche Marlia. In seguito alla morte di Castruccio Castracani, Lucca e tutta la piana furono oggetto di disputa tra pisani e fiorentini.

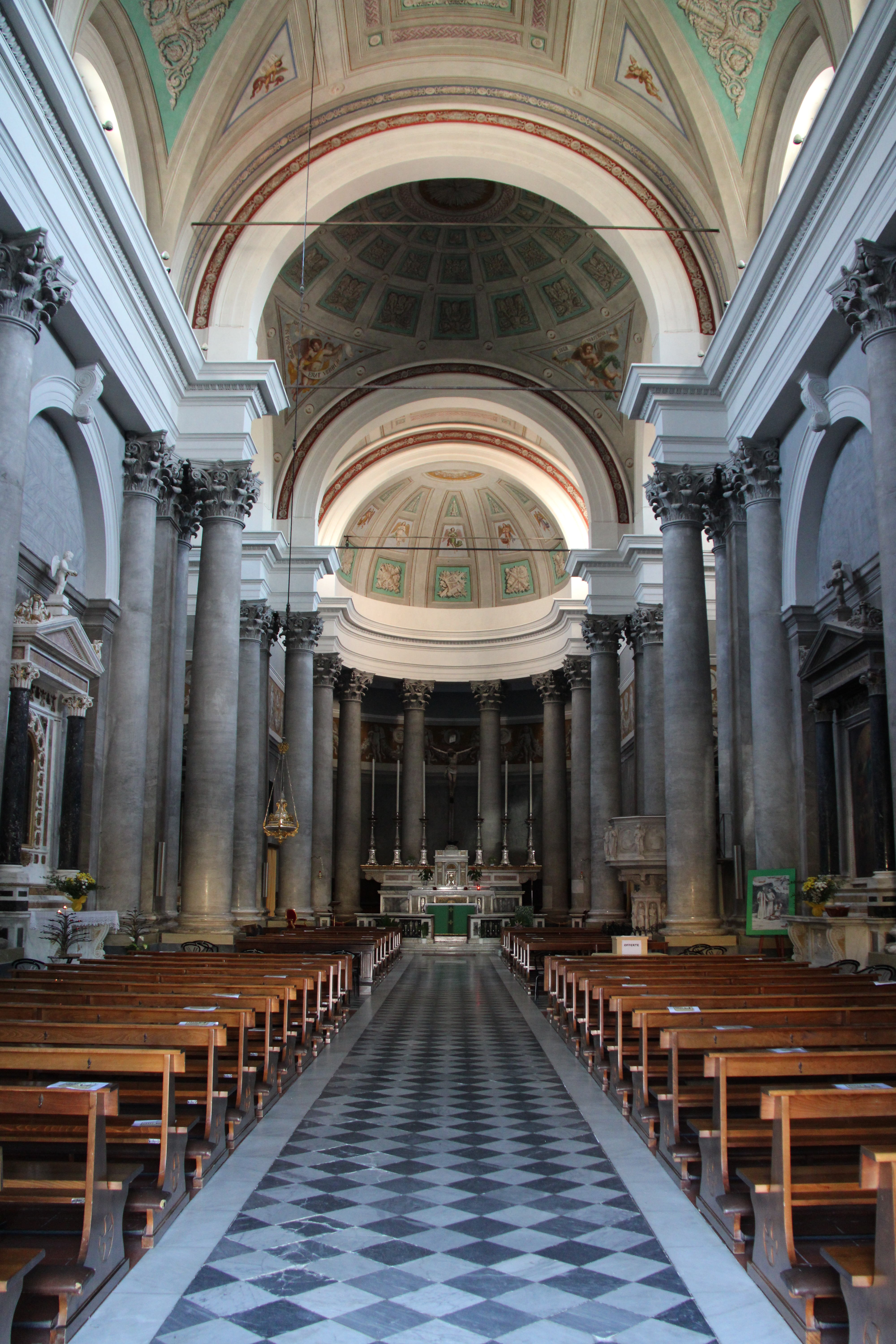
Interno della chiesa parrocchiale di Marlia

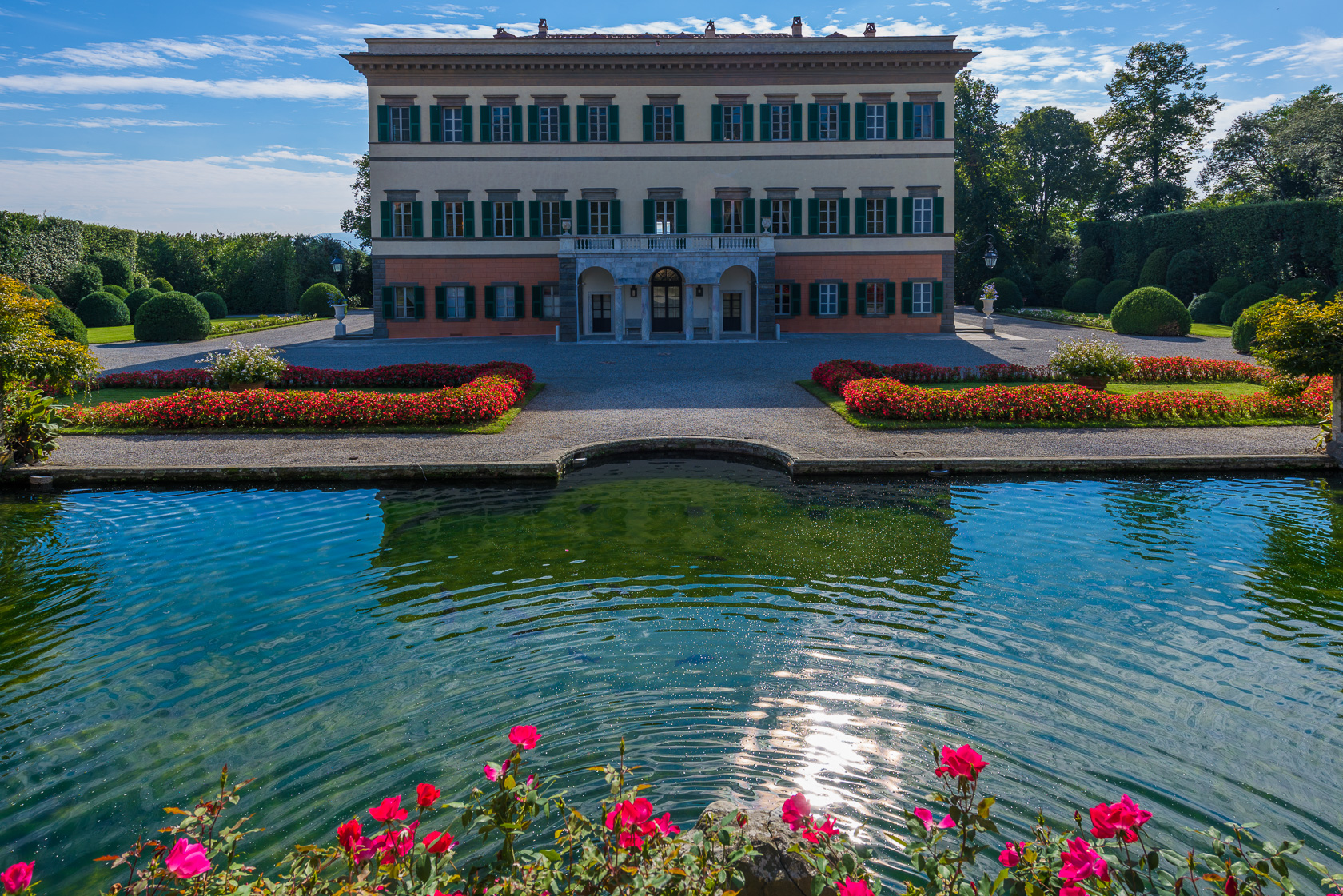
Teatro d'acqua della Villa Reale

Le persecuzioni anti-ebraiche nel Novecento ebbero un impatto diretto sulla vita del paese. In conseguenza dell'introduzione delle leggi razziali fasciste nel dicembre 1938 lasciarono il paese per emigrare all'estero due famiglie di medici ebrei ungheresi, i Lucaks e i Berkovics, che vi si erano stabilite dal 1931, ben integrandosi con la popolazione locale. Durante la seconda guerra mondiale, nel periodo dell'occupazione tedesca e della Repubblica Sociale Italiana, giunsero a Marlia tre famiglie ebraiche livornese (8 persone) in cerca di rifugio. Furono arrestate da repubblichini e condotte alla morte ad Auschwitz. Fu uno dei gruppi più consistenti di ebrei arrestati nella provincia di Lucca.

## Cultura
- Marcia delle Ville, la marcia non competitiva più importante di Italia[6]: si svolge l'ultimo fine settimana di Aprile e partendo dalla Piazza del Mercato di Marlia si snoda tra le Ville e i giardini più importanti del territorio.
- CarnevalMarlia, storico carnevale paesano che si svolge in Via Paolinelli con grandi carri in cartapesta. Le prime notizie certe del carnevale a Marlia risalgono ai primi del novecento[7].
- Palio del Biroldo, competizione tra norcinerie e salumerie della Provincia di Lucca[8].
- Sagra de "La Corte", principale sagra paesana che si svolge nei mesi di Luglio e Agosto.

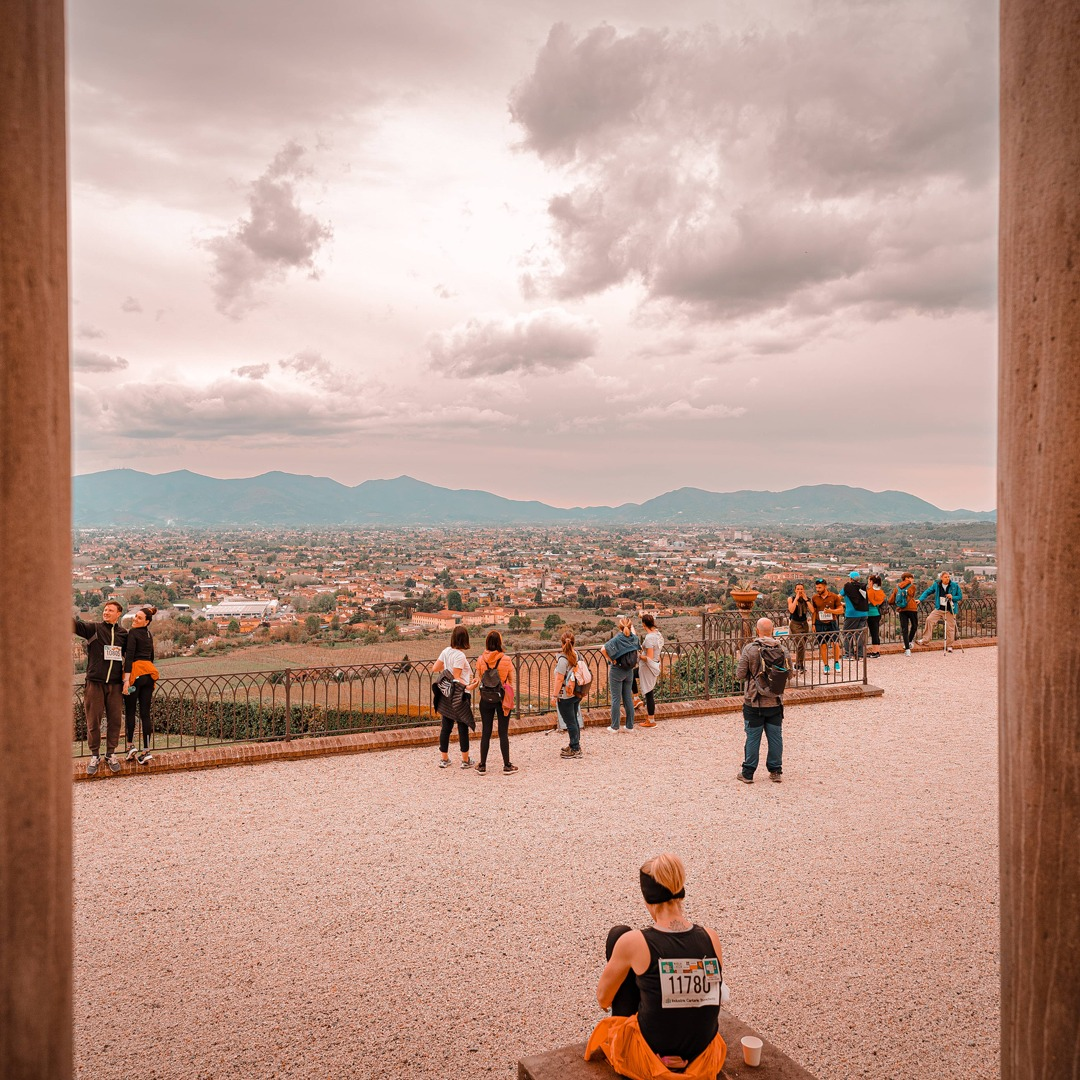
Marcia delle Ville
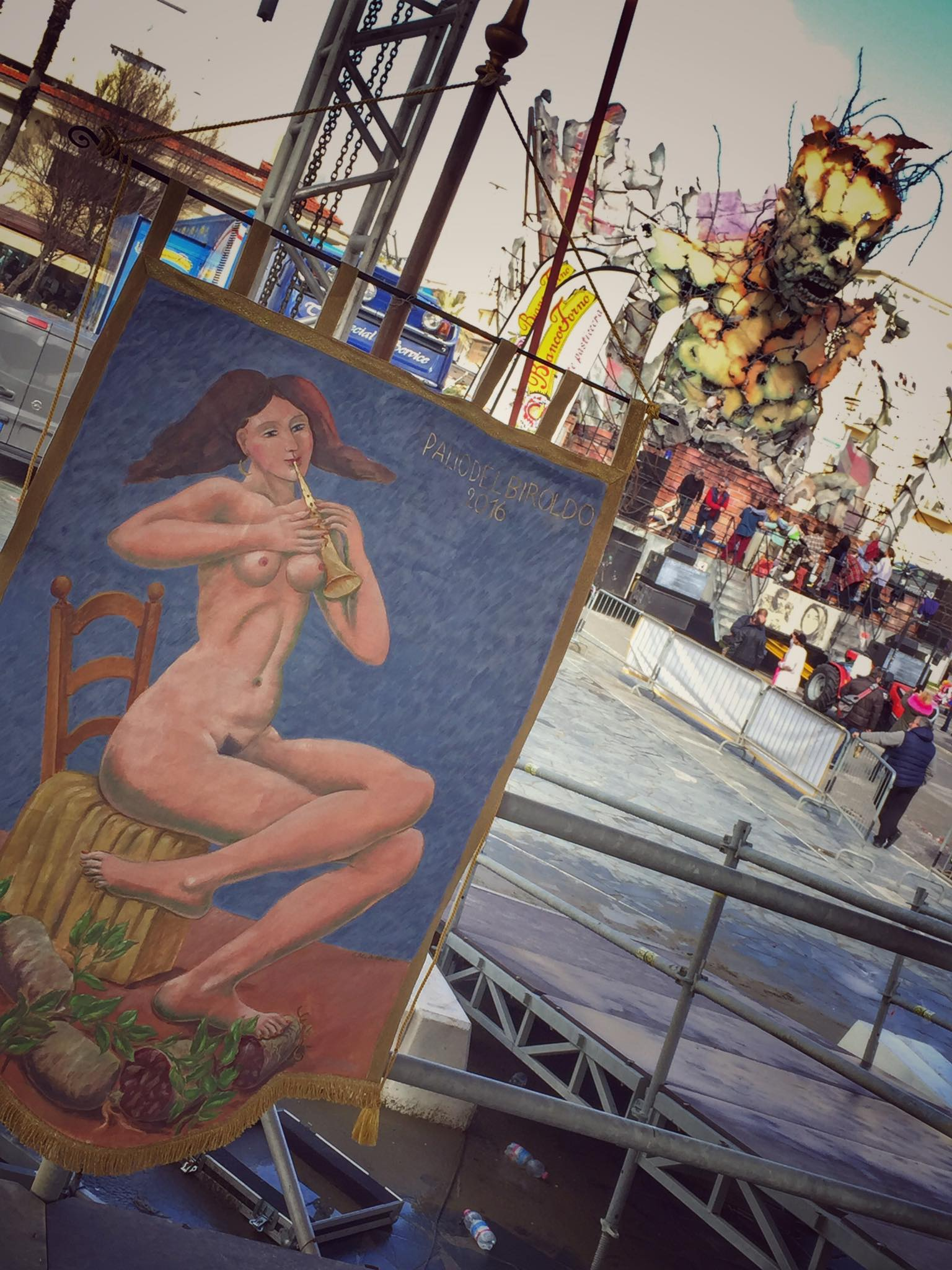
Palio del Biroldo 2016
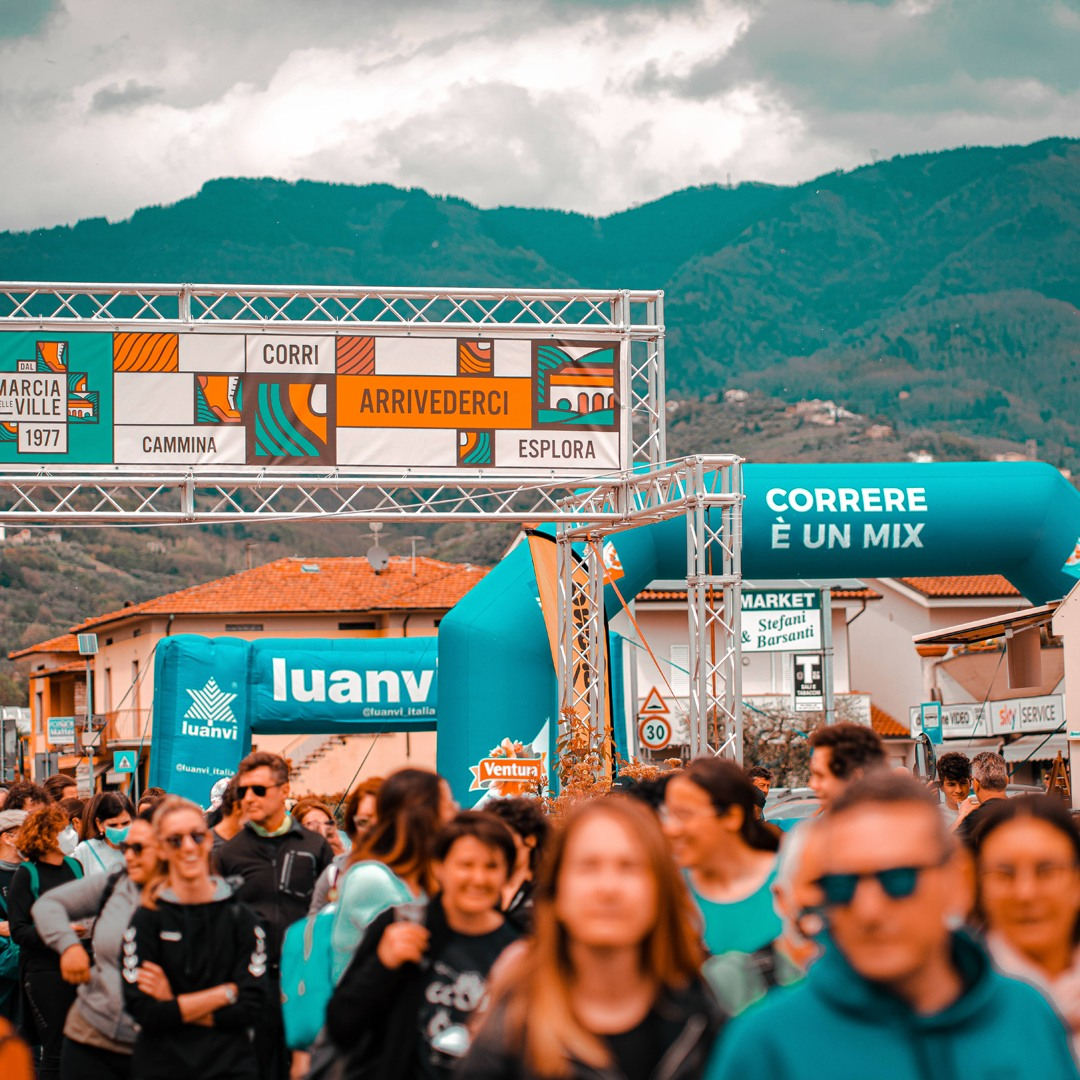
Arrivo della Marcia delle Ville
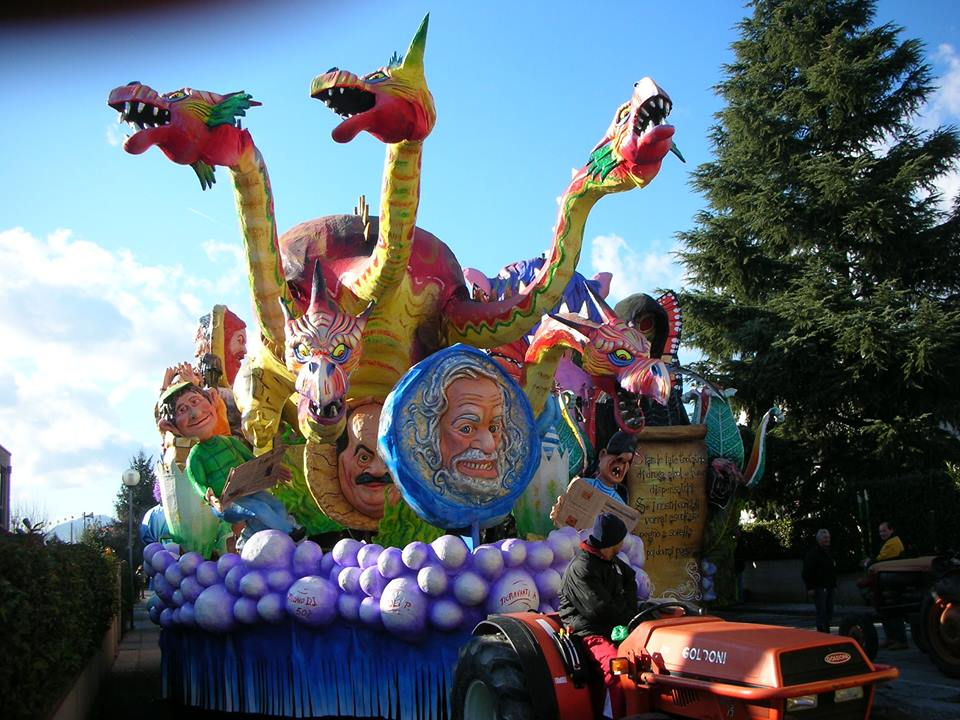
Un carro del CarnevalMarlia
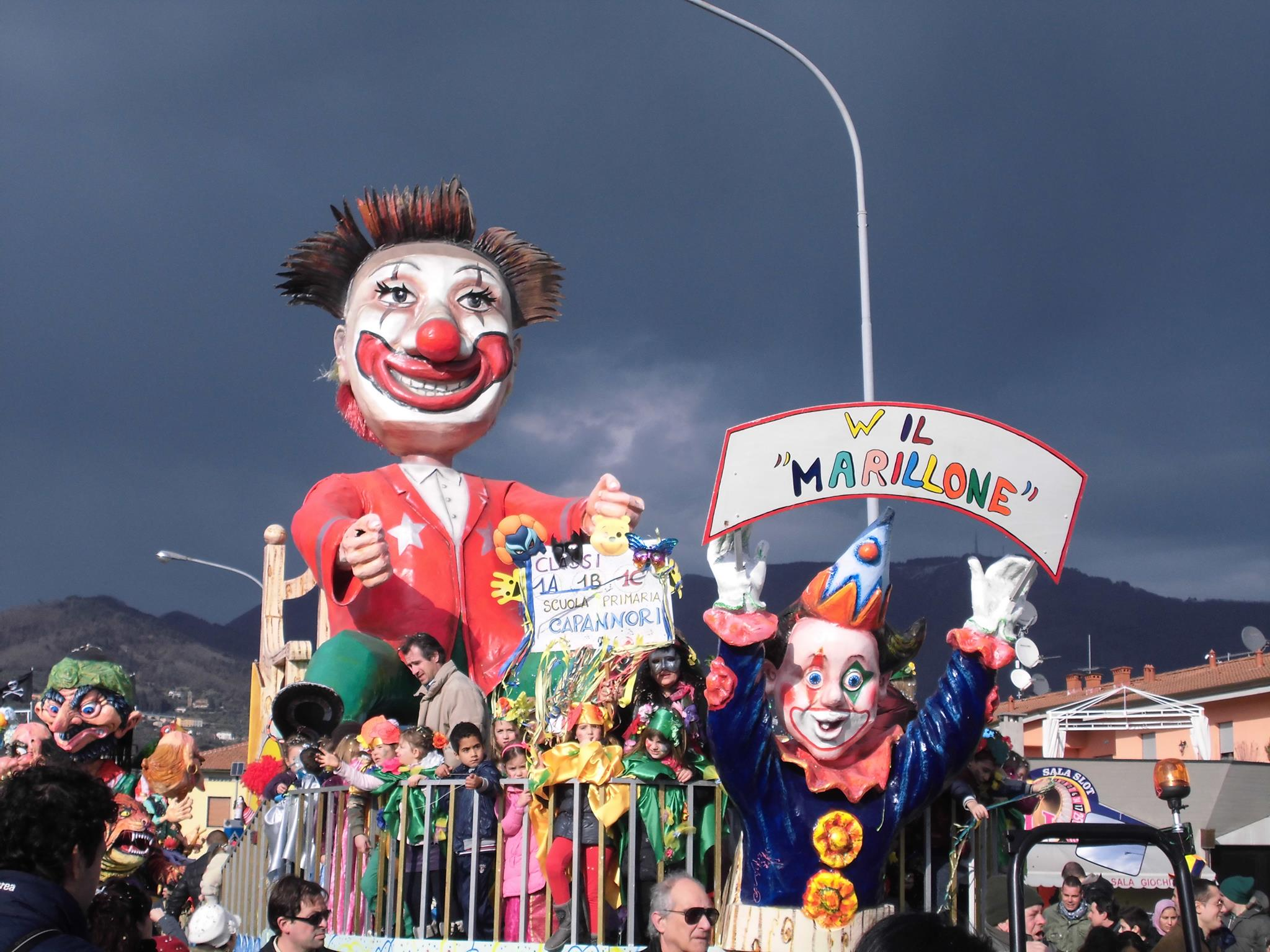
Il "Marillone", maschera paesana
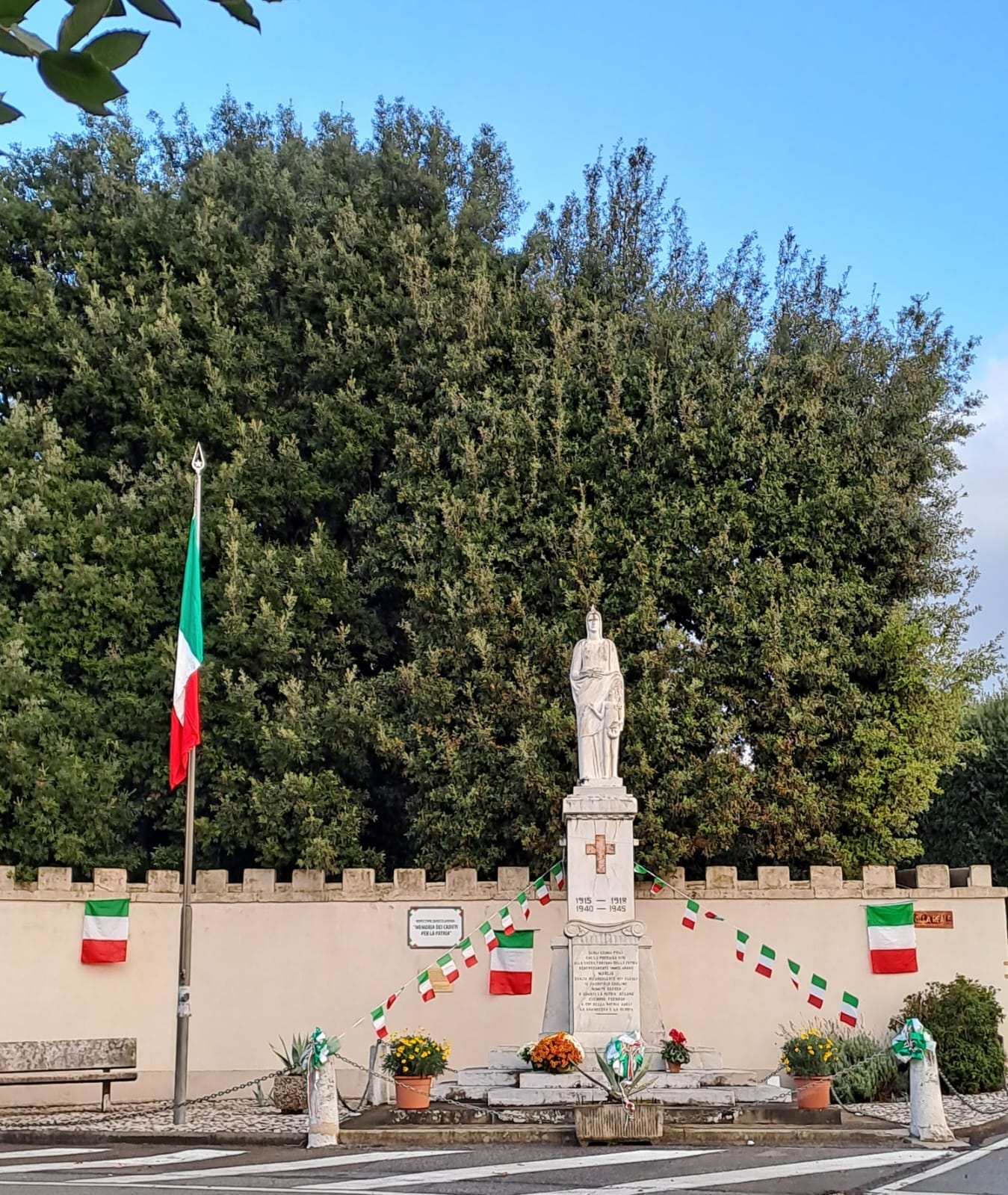
Monumento ai caduti, Marlia

## Monumenti e luoghi d'interesse

### Architetture religiose
- Pieve di Santa Maria Assunta e San Giovanni Evangelista, risalente all'anno 918 e ricostruita interamente in stile neoclassico a partire dal 1833, è la chiesa parrocchiale di Marlia.[9]
- Chiesa di San Martino di Ducentola
- Chiesa di San Donnino, edificata in pietra tra il XII e il XIII secolo. Presenta un'unica navata con abside, all'interno si trovava una pala di Michelangelo di Pietro Membrini, che rappresenta la Madonna col Bambino tra San Donnino e San Giovanni.
- Chiesa di San Prospero, incorporata nel XVIII secolo in un'altra chiesa, dedicata a Santa Caterina, presenta un'unica nave con abside, circondata da un importante cornicione che nel corso del tempo ha subito varie modifiche.
- Chiesa di San Giusto alla Caipira, ritenuta una delle più antiche pievi toscane[10]

### Architetture civili

#### Palazzi
- Palazzina Quilici-Matteucci, edificio che si trova nei pressi della chiesina di San Martino di Ducentola. Esso presenta una pianta rettangolare esteso su due piani. Nel corso degli anni, l'edificio ha subito varie modifiche strutturali. A oggi l'edificio è composto, al piano terra, da due archi a tutto sesto in cotto e un pilastro in pietra. Al primo piano, invece, troviamo due finestre a mattoni.
- Il Palazzaccio, edificio sito in via della Chiesa di Marlia nn. 14-22 citato nell'Estimo della repubblica lucchese del 1551. Consiste di un corpo unitario a 2 piani con soffitta, purtroppo notevolmente alterato e deturpato nella parte centrale. La facciata sud, impreziosita da un marcapiano, mostra 6 finestre a tutto sesto con cornici di pietra arenaria al primo piano ed altrettante piccole finestre rettangolari per la soffitta, conservate, queste ultime, nella loro forma originale solo nel terzo di ponente dell’edificio[11]. Al centro della facciata meridionale campeggia uno stemma in pietra serena della famiglia Prosperi, probabilmente tardo secentesco. Fino alla metà del XVII secolo è appartenuto alla famiglia Rapondi di cui costituiva la dimora di campagna[12].
- Casa di riposo "Alberto Gori" inizialmente chiamata "ospizio Vittorio Emanuele III per cronici e invalidi", è stata costruita a partire dal 1908. Successivamente, con la proclamazione della Repubblica e su iniziativa del Consiglio Comunale di Capannori, grazie alla delibera numero 41 del 20 Aprile 1949, il ricovero prese il nome del suo fondatore, il sacerdote don Alberto Gori. La costruzione partì con l'acquisizione di alcuni terreni da parte del Comune di Capannori dal principe di Capua, Francesco Carlo di Borbone. Durante la prima guerra mondiale l'edificio fu adibito a ospedale militare di riserva per circa due anni. Conclusa la guerra, il ricovero, ampliato, contava circa 180 posti letto. L'edificio fu inoltre dotato di una cascina e di una stalla per gli animali da cortile, di una piccola cappella, di un impianto di estrazione e depurazione dell'acqua potabile e di una lavanderia. Il 14 giugno 1920, la struttura riaprì e riprese a svolgere la sua funzione originale. Fu gestito dalle suore della Congregazione di San Giuseppe dell'Apparizione.[13]

#### Ville
- Villa Reale di Marlia
- Villa Leonardi-Cardella, nel XVIII secolo fu di proprietà della famiglia Leonardi, originari di Diecimo. In un documento del 1599 dell'Archivio Mansi risultava che la villa presentasse una costruzione diversa da quella attuale. Pare infatti che essa avesse il tetto a padiglione, un piano terra, un marciapiano e un primo piano. L'ingresso era caratterizzato da una doppia rampa di scale. La famiglia Leonardi, quando ne acquisì la proprietà, apportò importanti modifiche all'edificio. Presso il muro di cinta della villa, fu costruita anche una piccola chiesina, all'interno della quale è presente un quadro raffigurante la Madonna del Soccorso.
- Villa Bassi, costruita intorno al XIX secolo in stile neoclassico, presenta un portico arricchito da colonne ioniche poste centralmente, e due falsi portici posti alle estremità. La villa riversa in stato di abbandono[14].
- Villa Luporini, situata nel Piano di Casciana, fu commissionata nel XIX secolo da Dante Luporini.